# Syntormon pallipes
Syntormon pallipes är en tvåvingeart som först beskrevs av Fabricius 1794.  Syntormon pallipes ingår i släktet Syntormon och familjen styltflugor. Arten är reproducerande i Sverige. Inga underarter finns listade i Catalogue of Life.